# Pieter Codde

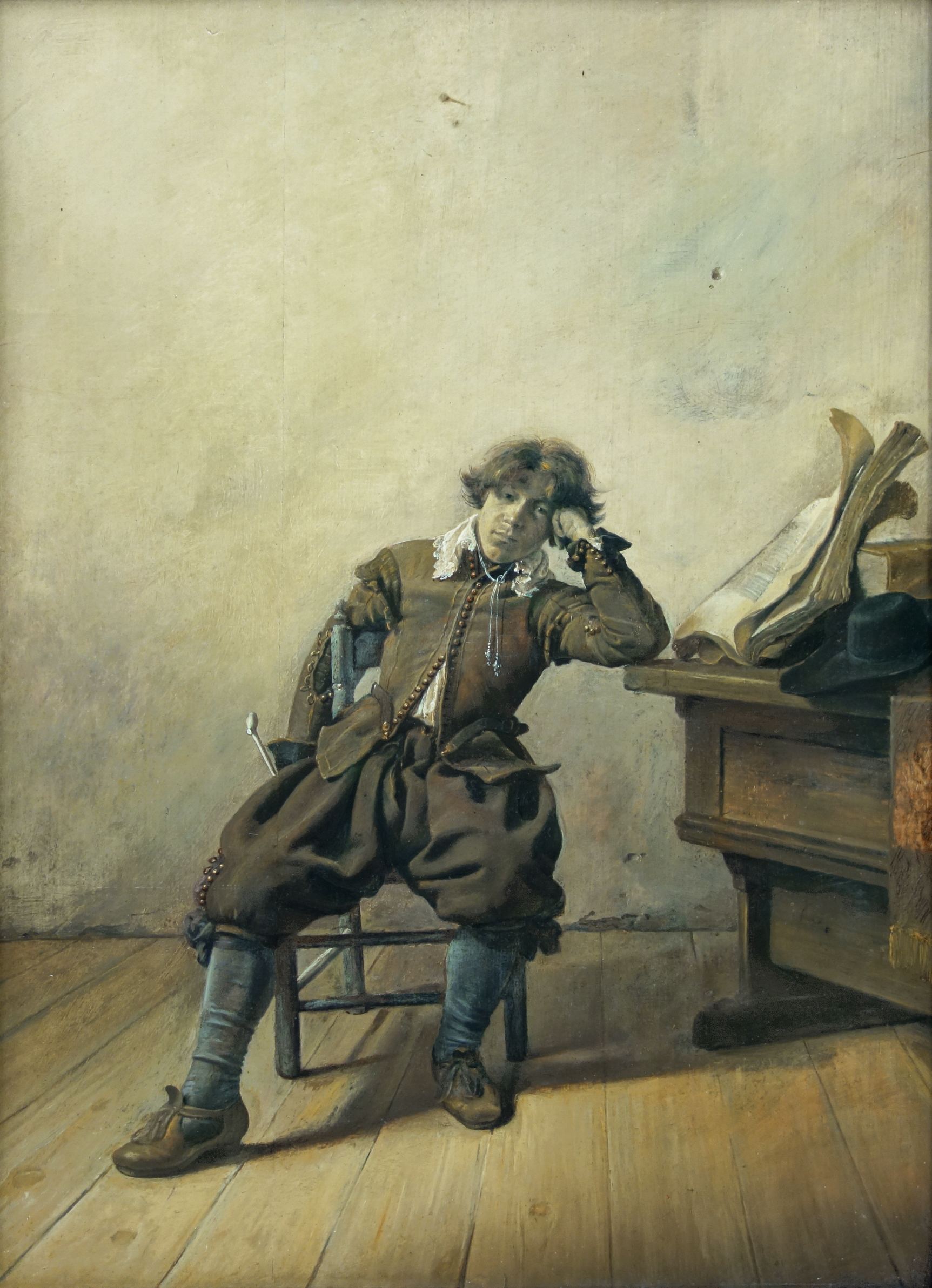
Pieter Codde: Jonge roker oftewel Melancholie, 1633

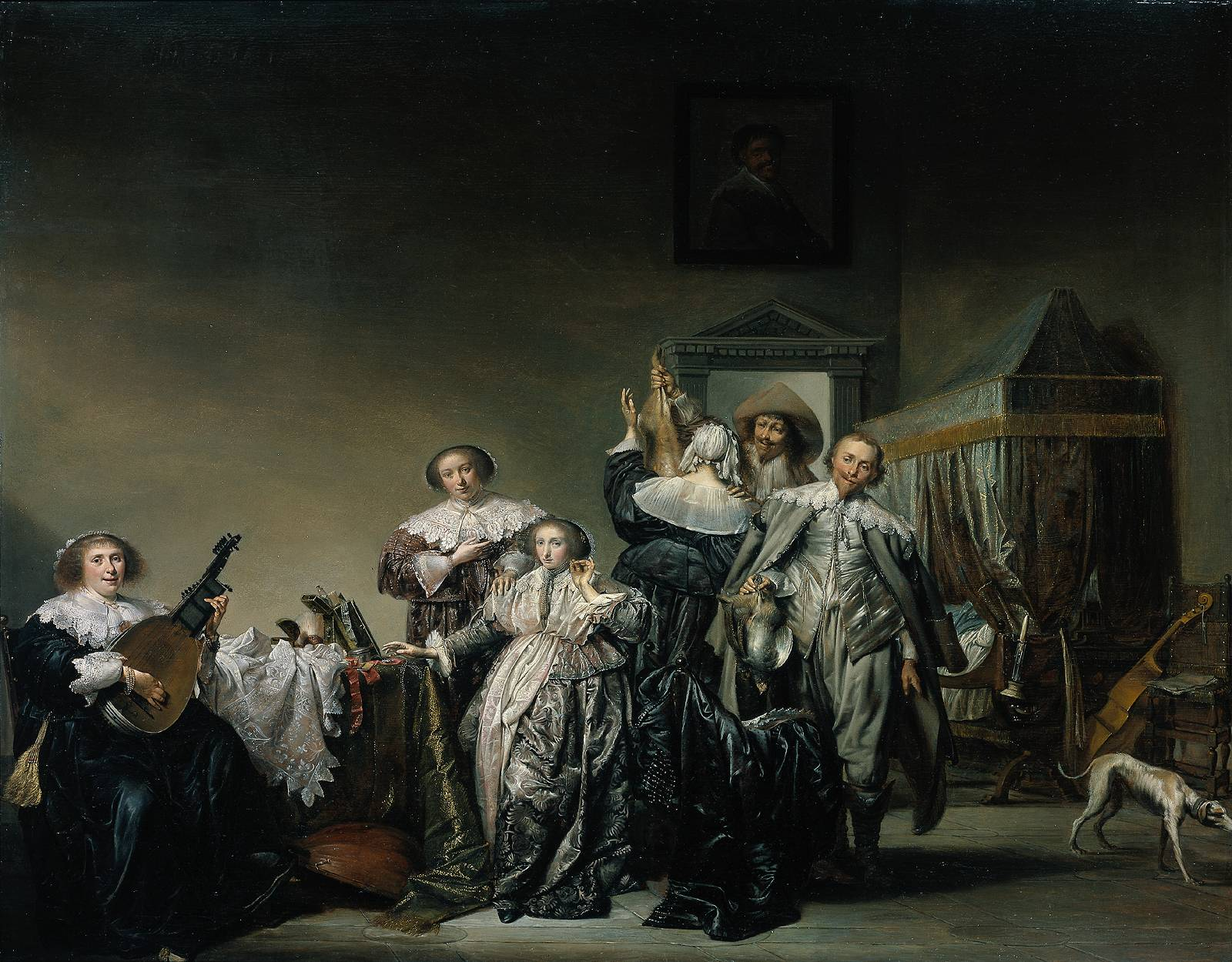
Pieter Codde: Een galant gezelschap oftewel De terugkeer van de jagers, 1633

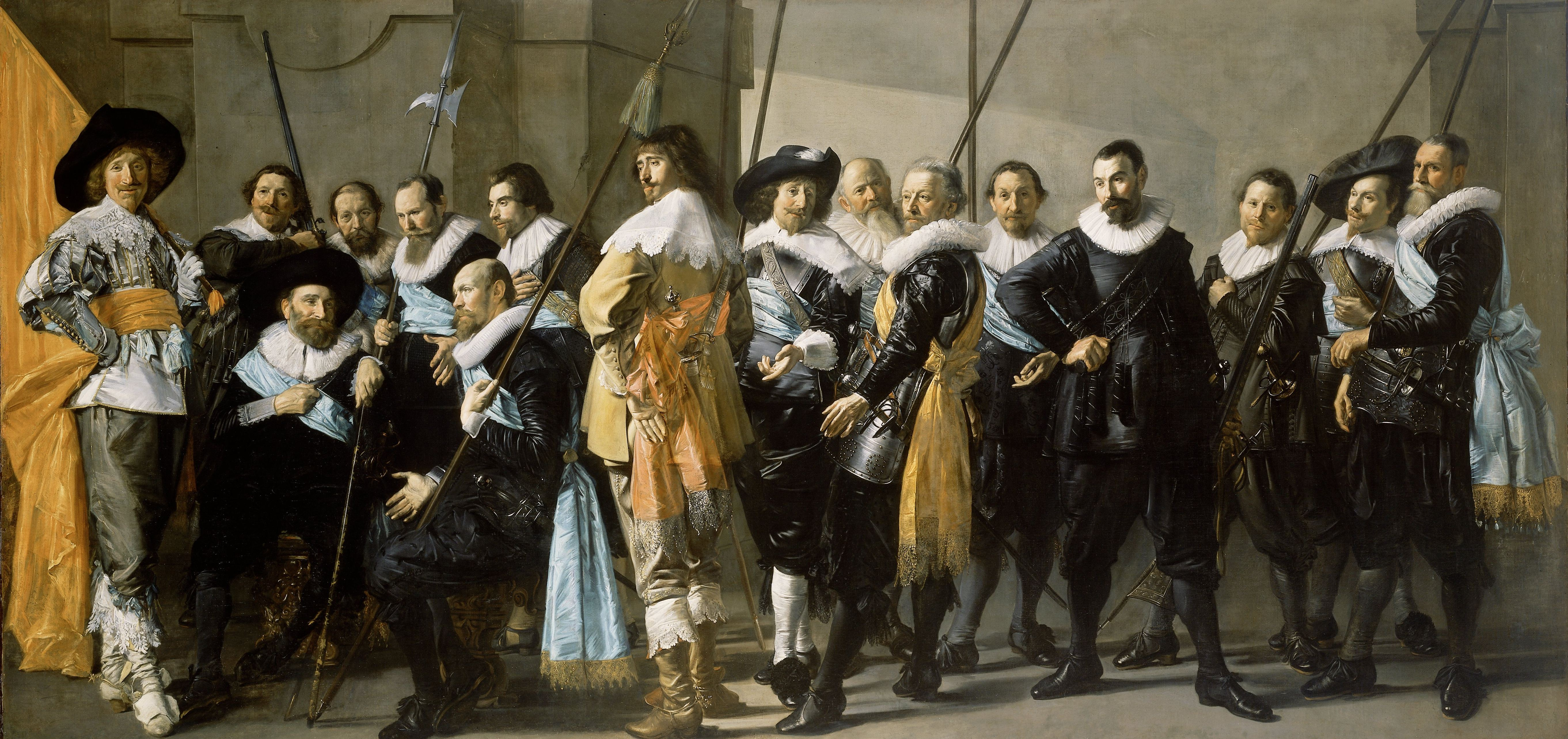
Frans Hals en Pieter Codde: Het korporaalschap van kapitein Reinier Reael en luitenant Cornelis Michielsz Blaeuw oftewel De Magere Compagnie, 1637

Pieter Jacobsz. Codde (Amsterdam, 11 december 1599 – aldaar, begraven op 12 oktober 1678) was een Nederlandse schilder van portretten en genrestukken.
Codde moet niet verward worden met zijn 17e-eeuwse naamgenoot, de dichter en toneelschrijver Pieter Adriaansz. Codde.

## Werk
Lange tijd werd gedacht dat Codde een leerling was van Frans Hals, maar meer waarschijnlijk was zijn leermeester de portretschilder, herbergier, acteur en kunsthandelaar Barent van Someren (1572–1632) of mogelijk Cornelis van der Voort (1576–1624).
Zijn vroegst bekende werk is Portret van een Jonge Man (1625), nu in het bezit van het Ashmolean Museum in Oxford. De meeste werken die van Codde bekend zijn werden geschilderd in Amsterdam en zijn kleine schilderijtjes. Codde was een technisch vaardige schilder die heel precies te werk te ging. Zijn schilderijtjes worden vooral gekenmerkt door het gebruik van zilvergrijze tinten; veel van de werkjes hebben ook een muzikaal thema, zoals het eerste genrestuk dat we van hem kennen, Dansles (nu in het Louvre) uit 1627. Ook Musicerend gezelschap (1639), De luitspeler (nu in het Philadelphia Museum of Art) en Concert (in het Uffizi in Florence) hebben een muziekthema.
Codde schilderde ook historische en religieuze thema's, zoals zijn De aanbidding der herders uit 1645 (nu in het bezit van het Rijksmuseum in Amsterdam), maar stond vooral bekend om zijn genrestukken. Dit waren voornamelijk interieurscènes in onder meer wachtlokalen, woningen en bordelen. Een bekend werk is Het galant gezelschap, bijgenaamd De terugkeer van de jagers (1633). In dit schilderij (nu in het Rijksmuseum), zien we een feestelijk uitgedost gezelschap van vrouwen. Twee mannen komen net binnen met een geschoten haas en twee patrijzen. De jacht had hier een symbolische betekenis: het stond voor de liefdesjacht van de mannen op de vrouwen. De seksuele betekenis wordt verder onderstreept door het hemelbed dat in een hoek staat.
Hoewel het niet zeker is of Codde in de leer bij Frans Hals geweest is, is zijn stijl zeker in sommige aspecten met de stijl van Hals te vergelijken. In 1637 kreeg hij de opdracht om een schuttersstuk van Frans Hals te voltooien, Het korporaalschap van kapitein Reinier Reael en luitenant Cornelis Michielsz Blaeuw, omdat Hals er naar de mening van de opdrachtgevers te lang over deed. Coddes werk aan dit bekende schilderij, bijgenaamd De magere compagnie, ging zo vlekkeloos over in dat van Hals dat het niet zeker is wie wat geschilderd heeft. Volgens het Rijksmuseum, waar het schilderij zich nu bevindt, is Coddes stijl wel herkenbaar gladder dan die van Hals. Waarschijnlijk schilderde Hals de linkerhelft van het schuttersstuk en een groot deel van de gezichten en de handen; de rest werd door Codde gedaan.
Lange tijd werd gedacht dat Codde de leermeester was van Willem Duyster, die ongeveer even oud als hij was. Maar aangezien Duyster een veel betere schilder geacht wordt, wordt het vandaag de dag onwaarschijnlijk geacht dat hij een leerling van Codde was.

## Leven
In 1623 trouwde hij met de 18-jarige Marritje Arents. Tijdens een feest dat Van Someren in de zomer van 1625 op de buitenplaats Meerhuysen gaf, ging Codde op de vuist met de kunstenaar Willem Duyster, waarbij hij Duyster met veel geweld in het gezicht zou hebben geslagen met een aardewerken kan. Dankzij erfenissen kon Codde zich permitteren om een huis te kopen aan de Sint Antoniesbreestraat in Amsterdam, destijds een populaire kunstenaarswijk. Zijn dochter Clara stierf in 1635 en een jaar later scheidde hij van zijn vrouw Anna omdat zij hem met een aantal andere mannen zou hebben bedrogen. Zijn vrouw trok in bij Pieter Potter, hun buurman en de vader van de schilder Paulus Potter.
Codde was een veelgevraagd schilder en kon in 1657 voor 5000 gulden een huis aan de chique Keizersgracht kopen. Bij zijn dood liet hij alles na aan het dienstmeisje Barendje Willems. Een jaar later verkocht zij het pand Keizersgracht 385. Dit grachtenpand wordt meestal geassocieerd met de schilder Jacob de Wit, een latere bewoner.